# Torre di Gerico
La Torre di Gerico è una struttura in pietra di 8,5 metri di altezza, costruita nel Neolitico Pre-Ceramico, in un periodo intorno al 8000 a.C.. È tra i primi monumenti in pietra del genere umano.
Il muro di Gerico è stato scoperto da John Garstang durante gli scavi del 1930-1936 , che ha suggerito che fosse quello descritto nel libro di Giosuè, nella Bibbia, e datato intorno al 1400 a.C. circa. Kathleen Kenyon ha scoperto la torre costruita contro il muro all'interno della città durante gli scavi tra il 1952 e il 1958. La Kenyon ha dimostrato che entrambe le costruzioni erano in realtà databili a molto prima, al Neolitico, e che facevano parte di una proto-città. La torre sottolinea l'importanza di Gerico per la comprensione dei modelli di insediamento nel Neolitico nel Levante meridionale .